# 垂花太陽瓶子草
垂花太陽瓶子草:131（學名：Heliamphora nutans）为分布在委內瑞拉、巴西以及蓋亞那三国边境交界处特有的食虫植物。其种加词“nutans”来源于拉丁文“nutus”，意为“点头”，指其花朵会在微风中摇曳。其分布于羅賴馬山、库奇南山、小罗赖马山及一些未命名的小型山峰上。其海拔分布范围为1200米至2810米。垂花太陽瓶子草是太陽瓶子草屬中首次被描述的物种。

## 植物学史

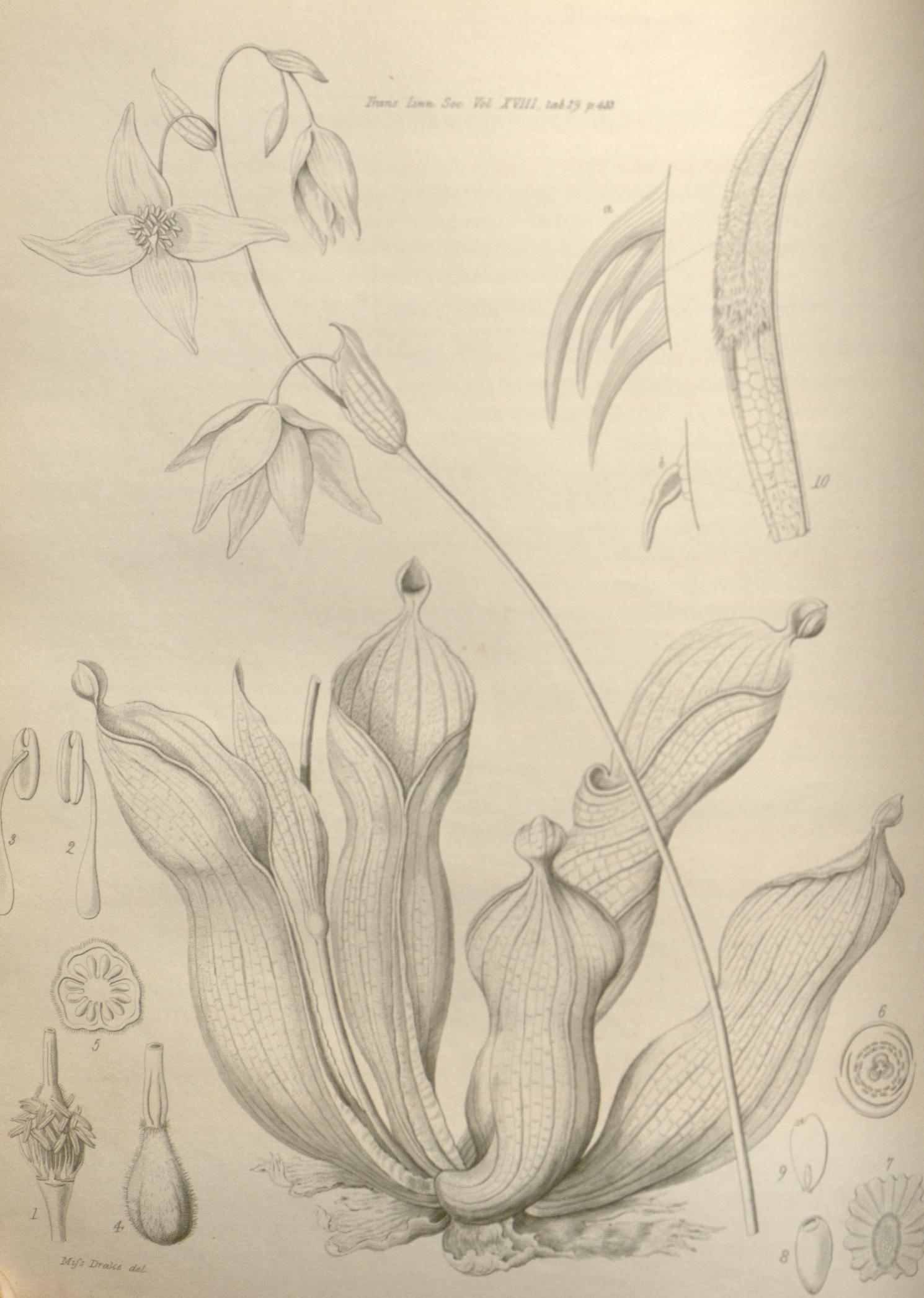
1840年，莫里茨·理查德·尚伯克对垂花太阳瓶子草进行描述时所著的插图

1838年至1839年，莫里茨·理查德·尚伯克在对罗赖马山的一次考察过程中发现了一种生长于沼泽中的植物新物种。他在1840年发表的文章中写道：
|  | 另一种有趣的植物，垂花太阳瓶子草，其类似于瓶子草，部分与小瓶子草完全一致；但其在花朵方面他们之间存在很大差异；所以在该属中，其花朵多数，且种子带翅。 |

1885年，埃弗拉·图尔恩爵士（Sir Everard im Thurn）又领导了一次对罗赖马山山顶地区的考察。他发现即使在山顶地区，垂花太阳瓶子草也同样可以正常的生长。

## 形态特征

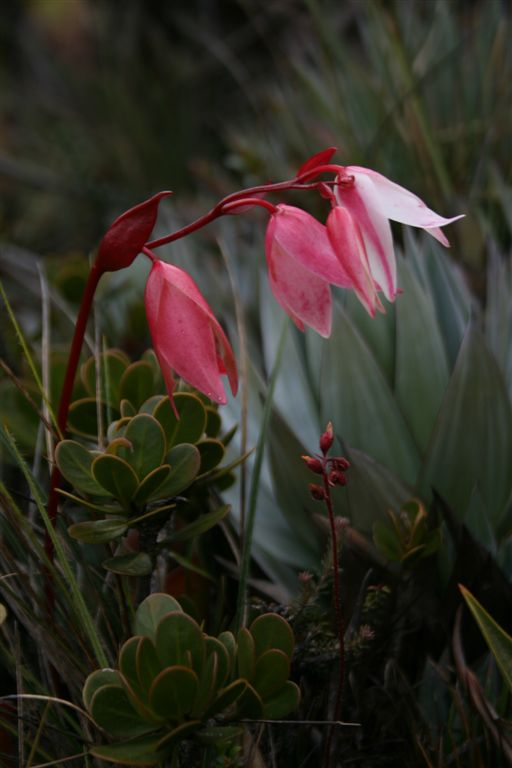
垂花太阳瓶子草的花序

垂花太阳瓶子草的捕虫瓶通常长10至30厘米，宽3至7厘米。捕虫瓶基部为漏斗形；中部存在瓶肩，使得捕虫瓶下半部略呈葫芦形；捕虫瓶上半部也为漏斗形。瓶盖为盔形。捕虫瓶上半部的内表面存在长1至3毫米的乡下毛，瓶肩对应的内表面存在长2至5毫米的长毛。捕虫瓶的瓶身通常为黄绿色，衰老后逐渐变为橙色或红色；瓶盖一般为红色或紫色。

## 原生地
垂花太阳瓶子草位于罗赖马山及库奇南山的原生地，其分布零散，主要位于山谷的沼泽及其附近地区。少数存在于常有云雾环绕的崖壁上。在原生地内，垂花太阳瓶子草常与一些矮小的草本及兰花同域分布。原生地夜间温度常接近于0℃，日间常位于15至25℃。生长于裸露地区的植株的捕虫瓶会缩短，而生长于有15至30%遮荫条件下的植株的尺寸则会更大。在原生地中，其常与无毛太阳瓶子草（H. glabra）同域分布。

## 相关物种
垂花太阳瓶子草与瘦长太阳瓶子草（H. elongata）之间存在着密切的近缘关系。瘦长太阳瓶子草分布于格兰·萨瓦纳等地。
| 瘦长太阳瓶子草、垂花太阳瓶子草与艾俄那西太阳瓶子草之间的形态特征区别 |                                      |                                      |                                        |
| 形态特征                                                             | 瘦长太阳瓶子草                       | 垂花太阳瓶子草                       | 艾俄那西太阳瓶子草                     |
| 捕虫瓶                                                               |                                      |                                      |                                        |
| 尺寸                                                                 | 长20至32厘米，宽3至3.5厘米           | 长8至18厘米，宽2至6厘米              | 长15至50厘米，宽5至15厘米              |
| 形态                                                                 | 下部为窄葫芦形，上部为再圆柱形，直立 | 下部为葫芦形，中部弯折，上部为漏斗形 | 下部为葫芦形，中部弯折，上部为宽漏斗形 |
| 瓶盖                                                                 |                                      |                                      |                                        |
| 尺寸                                                                 | 长1至3厘米，宽1至2.8厘米             | 长0.5至1厘米，宽0.5至1厘米           | 长0.8至1.8厘米，宽1至2.5厘米           |
| 形态                                                                 | 盔形，近水平                         | 心形至盔形，近垂直                   | 心形，弯曲                             |
| 花序                                                                 |                                      |                                      |                                        |
| 尺寸                                                                 | 花梗长30至50厘米，花柄长1.5至3.5厘米 | 花梗长25至60厘米，花柄长2至4厘米     | 花梗可达100厘米，花柄长5至12厘米       |
| 单梗花数                                                             | 2至5                                 | 2至5                                 | 2至10                                  |
| 花被片                                                               |                                      |                                      |                                        |
| 尺寸                                                                 | 长3至5厘米，宽1.5至1.8厘米           | 长3至5厘米，宽1至1.2厘米             | 长3.5至6厘米，宽2.5至3厘米             |
| 形态                                                                 | 窄长圆形至披针形                     | 披针形，基部宽                       | 披针形，基部宽                         |
| 雄蕊                                                                 |                                      |                                      |                                        |
| 尺寸                                                                 | 长3毫米                              | 长2.5毫米                            | 长3.5毫米                              |
| 数量                                                                 | 11至19                               | 19至24                               | 15至20                                 |

## 扩展阅读
- 食虫植物照片搜寻引擎中垂花太阳瓶子草的照片（页面存档备份，存于）

 维基共享资源上的相關多媒體資源：垂花太阳瓶子草
 維基物種上的相關：垂花太阳瓶子草